# Hermann Nortmann
Hermann Nortmann (30 juni 1955) is een Duitse paralympische boogschutter, atleet en zwemmer.
Door een motorongeluk in 1976 liep Nortmann een dwarslaesie ter hoogte van T4 en T5 op, en belandde in een rolstoel. Hij deed zes keer mee aan de Paralympische Spelen en werd meerdere keren kampioen. Nortmann debuteerde in 1984 bij de atletiek en zwemmen en won bij de atletiek een gouden (slalom), zilveren (vijfkamp) en een bronzen medaille (speerwerpen). In 1988 won hij goud bij de pentatlon. Hij legde zich daarna toe op boogschieten. Hij schiet met een recurveboog in de W2-klasse.
Bij de Paralympische Zomerspelen 1992 in Barcelona won hij met het team (met Karl Bahls en Udo Wolf) goud bij het boogschieten. Vier jaar later in Atlanta 1996 won het Duitse team (nu met Wolf en Mario Oehme) opnieuw goud. Hij werd in 1991 en 1996 in Duitsland uitgeroepen tot Sporter van het jaar.

## Beste uitslagen

### Paralympische Spelen
| Evenement                        | Resultaat | Onderdeel                           |
| -------------------------------- | --------- | ----------------------------------- |
| New York & Stoke Mandeville 1984 | goud      | slalom klasse 2                     |
| New York & Stoke Mandeville 1984 | zilver    | vijfkamp klasse 2                   |
| New York & Stoke Mandeville 1984 | brons     | speerwerpen klasse 2                |
| Seoel 1988                       | brons     | speerwerpen klasse 2                |
| Seoel 1988                       | goud      | vijfkamp klasse 2                   |
| Barcelona 1992                   | goud      | boogschieten teams klasse AR2       |
| Barcelona 1992                   | zilver    | boogschieten individueel klasse AR2 |
| Atlanta 1996                     | goud      | boogschieten teams klasse W1/W2     |